# Siegmar Schneider
Siegmar Carl Wilhelm Schneider (* 10. Dezember 1916 in Berlin; † 8. Februar 1995 in München) war ein deutscher Schauspieler und Synchronsprecher.

## Biografie

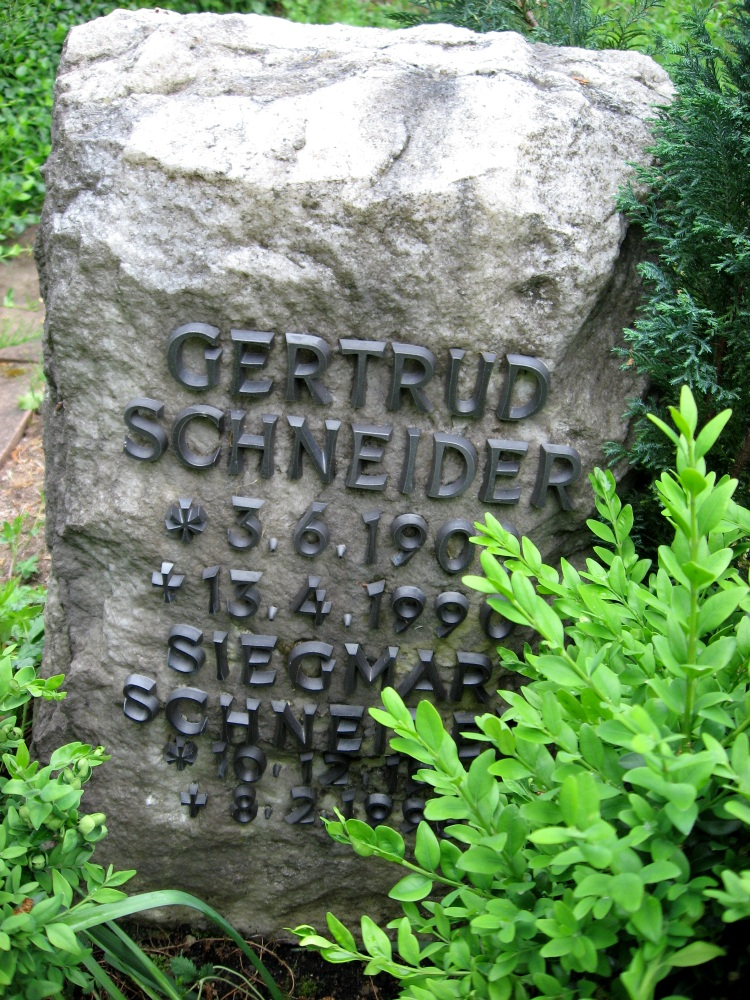
Grabstein

Siegmar Schneider wurde als Sohn des Kaufmanns Carl Schneider und dessen Frau Anna, geb. Ziemendorf, in Berlin geboren. Nach dem Abitur besuchte Schneider von 1935 bis 1937 die Ausbildungsanstalt für Bühnennachwuchs von Lilly Ackermann in Berlin. 1937 debütierte er als Bühnenschauspieler am Staatstheater Bremen. Es folgten Engagements in Augsburg, Stuttgart, am Wiener Burgtheater (1942–1945), bei den Salzburger Festspielen. 1945 wechselte er für kurze Zeit als Schauspieldirektor an das Deutsche Theater in Göttingen. Zwei Jahre später ging er nach Berlin, wo er jedoch wieder vorwiegend als Schauspieler tätig war, u. a. am Deutschen Theater und am Schillertheater. Außerdem gab er Gastspiele bei Willy Maertens am Thalia-Theater in Hamburg. 1963 wurde er für sein Verdienst um die Bühne zum Staatsschauspieler ernannt.
Daneben gab er bereits 1936 sein Spielfilmdebüt. In der Folgezeit spielte er unter der Regie von Slatan Dudow im DEFA-Klassiker Unser täglich Brot, unter der Regie von Wolfgang Liebeneiner in Urlaub auf Ehrenwort, in Kurt Hoffmanns Dürrenmatt-Adaption Die Ehe des Herrn Mississippi und als Austen Chamberlain in Axel Eggebrechts Stresemann-Biografie. Ein größeres Betätigungsfeld fand er auch im Fernsehen, u. a. in der Titelrolle in Walter Rillas Siegfrieds Tod nach Alix du Frênes, in Die Chinesische Mauer (nach Max Frisch), in der Verfilmung der Dürrenmatt-Komödie Romulus der Große (Regie: Helmut Käutner), als Onkel in Schillers Der Neffe als Onkel und im Science-Fiction-Film Dreht euch nicht um – der Golem geht um (Regie: Peter Beauvais). Zusätzlich übernahm er Rollen in Fernsehserien wie Tatort, Der Alte, Derrick und als Ernst von Weizsäcker in der semi-dokumentarischen Historienserie Danziger Mission.
1965 wurde er zudem zum Chefdramaturgen der Hauptabteilung Fernsehspiel beim Südwestfunk in Baden-Baden berufen.
Darüber hinaus war Schneider zwischen 1949 und 1992 umfangreich als Synchronsprecher tätig und lieh seine Stimme fast regelmäßig James Stewart (z. B. in Das Fenster zum Hof, Der Mann, der Liberty Valance erschoß, Vertigo – Aus dem Reich der Toten und Winchester ’73). Außerdem synchronisierte er u. a. Lex Barker (Donnernde Hufe), Peter Cushing (Draculas Hexenjagd), Errol Flynn (Montana), Henry Fonda (Krieg und Frieden), John Gielgud (Brillanten und Kakerlaken), Alec Guinness (Adel verpflichtet), Jack Hawkins (Ben Hur), John Mills (Ihre Chance war gleich Null), Laurence Olivier (z. B. Die Kraft und die Herrlichkeit), Michael Redgrave (Kennwort „Schweres Wasser“), Peter Sellers (in der Rolle des Dr. Seltsam in Dr. Seltsam oder: Wie ich lernte, die Bombe zu lieben) und Terry-Thomas (Ausgerechnet Charlie Brown).
Siegmar Schneider starb 1995. Er wurde neben seiner Ehefrau, der Berliner Tanzlehrerin Gertrud Wienecke (1908–1990), in der gemeinsamen Wahlheimat Stuttgart-Sillenbuch beigesetzt.

## Auszeichnungen
- 1963: Ernennung zum Berliner Staatsschauspieler

## Filmografie (Auswahl)
- 1936: Annemarie
- 1936: Soldaten – Kameraden
- 1942: Himmelhunde
- 1948: Straßenbekanntschaft
- 1948: Morituri
- 1949: Unser täglich Brot
- 1955: Urlaub auf Ehrenwort
- 1956: Frucht ohne Liebe
- 1956: Stresemann
- 1960: Ich schwöre und gelobe
- 1961: Die Ehe des Herrn Mississippi
- 1961: Siegfrieds Tod
- 1965: Die Chinesische Mauer
- 1965: Romulus der Große
- 1966: Der Neffe als Onkel
- 1971: Dreht euch nicht um – der Golem geht um
- 1973: Tatort – Cherchez la femme oder Die Geister vom Mummelsee
- 1975: Kommissariat 9 – Zum halben Preis (Fernsehserie)
- 1978: Tatort – Rot, rot, tot
- 1978: Danziger Mission
- 1978: Der Alte – Der Pelikan
- 1978: Der Führerschein
- 1980: Der Urlaub
- 1986: Derrick – Der Fall Weidau

## Hörspiele (Auswahl)
- 1947: Konstantin Simonow: Mister Smith schreibt ein Buch (Die russische Frage; Bearbeitung: Kurt Naue – Regie: Hannes Küpper (Berliner Rundfunk))
- 1947: Hedda Zinner: Erde – Regie: Hedda Zinner (Berliner Rundfunk)
- 1949: George Bernard Shaw: Die heilige Johanna (Dunois) – Regie: Alfred Braun (Berliner Rundfunk)
- 1972: Herman Melville: Moby Dick – Die Jagd nach dem weißen Wal – Regie: Dagmar von Kurmin (Studio EUROPA)
- 1984: Jost Nickel: Die Bibliothek – Regie: Dietrich Auerbach

## Synchronrollen (Auswahl)
Quelle: Deutsche Synchronkartei
| Schauspieler         | Film/ Serie                                                          | Rolle           |
| -------------------- | -------------------------------------------------------------------- | --------------- |
| Feodor Chaliapin Jr. | Der Name der Rose                                                    | Jorge           |
| Jack Hawkins         | Ben Hur                                                              | Quintus Arrius  |
| James Stewart        | Cocktail für eine Leiche (1. Synchro von 1963 & 2. Synchro von 1984) | Rupert Cadell   |
| James Stewart        | Feivel, der Mauswanderer im Wilden Westen                            | Wylie Burp      |
| James Stewart        | Der Flug des Phoenix (1965)                                          | Frank Towns     |
| James Stewart        | Der Mann aus Laramie (1955)                                          | Will Lockhart   |
| James Stewart        | Geschossen wird ab Mitternacht                                       | John O’Hanlan   |
| James Stewart        | Mr. Hobbs macht Ferien                                               | Roger Hobbs     |
| James Stewart        | Winchester 73                                                        | Lin McAdam      |
| James Stewart        | Der Mann der zuviel wusste                                           | Dr. Ben McKenna |
| Reginald Denny       | Anna Karenina (2. Synchro für Wiederaufführung von 1953)             | Yashvin         |